# Catherine Keener
Catherine Ann Keener (Miami, Florida, 26 de marzo de 1959) es una actriz estadounidense, nominada a los Premios Óscar en dos ocasiones.

## Juventud y formación
Nació en Miami, Florida. Es la tercera de 5 hermanos, hija de Evelyn y Jim Keener. Ella es de origen irlandés por parte de su padre y libanés por parte de su madre. Su hermana, Elizabeth Keener, también es actriz.
Keener fue alumna del Wheaton College, en Norton Massachusetts, donde vivió con su tía para ahorrar dinero en alojamiento. Ahí estudió Inglés e Historia, y durante sus estudios se inscribió en un curso de teatro después de no haber podido ingresar en un curso de fotografía.

## Carrera
Su carrera como actriz comenzó oficialmente en la película About Last Night (1986), en la que solo tuvo una línea. En Survival Quest (1989) conoció al también actor Dermot Mulroney, con el que se casaría en 1990. Apareció en el episodio 21 de la tercera temporada de la comedia norteamericana Seinfeld en el papel de Nina.
Su primer rol protagonista fue en Johnny Suede junto al entonces desconocido Brad Pitt. Su actuación recibió buenas críticas, consiguiendo su primera nominación en los Independent Spirit Awards como mejor actriz. Luego trabajó nuevamente con el director Tom DiCillo en Living in Oblivion (1995), junto a Steve Buscemi y su esposo Dermot Mulroney. Después de dos años, volvió a ser nominada para los Independent Spirit Awards por su trabajo en Walking and Talking, otra película independiente.
En el año 2000, obtuvo su primera nominación al Oscar como mejor actriz de reparto por su actuación en Being John Malkovich. En 2005 volvió a ser nominada a un Premio de la Academia como mejor actriz de reparto por su actuación en el aclamado filme Capote.
Su primera producción teatral fue una obra de Wendy Wasserstein, Uncommon Women and Others, durante su tercer año en Wheaton.

## Filmografía
| Año  | Película                                   | Papel                | Notas |
| ---- | ------------------------------------------ | -------------------- | ----- |
| 1986 | About Last Night.                          | Camarera             |       |
| 1989 | Survival Quest                             | Cheryl               |       |
| 1990 | Catchfire                                  | Trucker's girl       |       |
| 1991 | Switch                                     | Secretaria de Steve  |       |
| 1991 | Johnny Suede                               | Yvonne               |       |
| 1992 | The Gun in Betty Lou's Handbag             | Suzanne              |       |
| 1995 | Living in Oblivion                         | Nicole Springer      |       |
| 1996 | Walking and Talking                        | Amelia               |       |
| 1996 | Boys                                       | Jilly                |       |
| 1996 | Box of Moon Light                          | Floatie Dupre        |       |
| 1997 | The Real Blonde                            | Mary                 |       |
| 1998 | Out of Sight                               | Adele                |       |
| 1998 | Your Friends & Neighbors                   | Terri                |       |
| 1999 | 8mm                                        | Amy Welles           |       |
| 1999 | Simpatico                                  | Cecilia              |       |
| 1999 | Being John Malkovich                       | Maxine Lund          |       |
| 2001 | Lovely & Amazing                           | Michelle Marks       |       |
| 2002 | Adaptation.                                | Ella misma           | Cameo |
| 2002 | Full Frontal                               | Lee                  |       |
| 2002 | Death to Smoochy                           | Nora Wells           |       |
| 2002 | S1m0ne                                     | Elaine Christian     |       |
| 2005 | The Ballad of Jack and Rose                | Kathleen             |       |
| 2005 | The Interpreter                            | Dot                  |       |
| 2005 | The 40-Year-Old Virgin                     | Trish Piedmont       |       |
| 2005 | Capote                                     | Nelle Harper Lee     |       |
| 2006 | Friends with Money                         | Christine            |       |
| 2007 | An American Crime                          | Gertrude Baniszewski |       |
| 2007 | Into the Wild                              | Jan Burres           |       |
| 2008 | Hamlet 2                                   | Brie Marschz         |       |
| 2008 | What Just Happened                         | Lou Tarnow           |       |
| 2008 | Synecdoche, New York                       | Adele Lack           |       |
| 2008 | Génova                                     | Barbara              |       |
| 2009 | El solista                                 | Mary Weston          |       |
| 2009 | Donde viven los monstruos                  | Connie               |       |
| 2010 | Percy Jackson y el ladrón del rayo         | Sally Jackson        |       |
| 2010 | Please Give                                | Kate                 |       |
| 2010 | Cyrus                                      | Jamie                |       |
| 2010 | Trust                                      | Lynn Cameron         |       |
| 2011 | Nailed                                     | Rep. Pam Hendrickson |       |
| 2011 | The Oranges                                | Paige Walling        |       |
| 2011 | Peace, Love, & Misunderstanding            | Diane                |       |
| 2011 | Maladies                                   | Catherine            |       |
| 2011 | A Late Quartet                             | Juliette Gelbart     |       |
| 2013 | The Croods                                 | Ugga                 | Voz   |
| 2013 | Captain Phillips                           | Andrea Phillips      |       |
|      | Begin Again                                | Miriam               |       |
| 2015 | Un accidente llamado amor                  | Rep. Pam Hendrickson |       |
| 2017 | Get Out                                    | Missy                |       |
| 2017 | The Greens Are Gone / We Don't Belong Here | Nancy Green          |       |
| 2018 | Kidding                                    | Deirdre Piccirillo   |       |
| 2020 | The Croods: A New Age                      | Ugga                 | Voz   |
| 2022 | The Adam Project                           | Maya Sorian          |       |
| 2024 | Joker: Folie à Deux                        | Maryanne Stewart     |       |

## Premios y distinciones
Premios Óscar
| Año  | Categoría               | Película             | Resultado |
| ---- | ----------------------- | -------------------- | --------- |
| 2000 | Mejor actriz de reparto | Being John Malkovich | Nominada  |
| 2006 | Mejor actriz de reparto | Capote               | Nominada  |

Globo de Oro
| Año  | Categoría               | Película             | Resultado |
| ---- | ----------------------- | -------------------- | --------- |
| 2000 | Mejor actriz de reparto | Being John Malkovich | Nominada  |
| 2005 | Mejor actriz de reparto | Capote               | Nominada  |

Premios BAFTA
| Año  | Categoría               | Película | Resultado |
| ---- | ----------------------- | -------- | --------- |
| 2005 | Mejor actriz de reparto | Capote   | Candidata |

Premios del Sindicato de Actores
| Año  | Categoría               | Película             | Resultado |
| ---- | ----------------------- | -------------------- | --------- |
| 2007 | Mejor actriz de reparto | Into the Wild        | Candidata |
| 2005 | Mejor actriz de reparto | Capote               | Candidata |
| 1999 | Mejor actriz de reparto | Being John Malkovich | Candidata |
| 1999 | Mejor reparto           | Being John Malkovich | Candidata |